# تپه سارای
تپه سارای مربوط به سده‌های میانه دوران‌های تاریخی پس از اسلام است و در شهرستان ماهنشان، بخش انگوران، دهستان انگوران، ۱ کیلومتری شمال غرب روستای قره زکی واقع شده و این اثر در تاریخ ۲۷ بهمن ۱۳۸۷ با شمارهٔ ثبت ۲۴۵۷۱ به‌عنوان یکی از آثار ملی ایران به ثبت رسیده است.